# Формосово
Формосово — деревня в Саратовском районе Саратовской области России. С апреля 2021 года входит в состав городского округа Саратова.

## История
Русская казённая деревня Формосово (или Формосов Буерак) появилась во второй четверти XIX века. После отмены крепостного права деревня вошла в состав Синеньской волости Саратовского уезда. Здесь работали три промышленных заведения, торговых и питейных лавок не было. После революции населённый пункт вошёл в составе Широко-Буеракского сельсовета Синеньской волости Саратовского уезда. В поздний советский период деревня относилось к Синеньскому сельсовету Саратовского района.
В 1911 году открылась земская школа.
Православное население относилось к приходу Вознесенской церкви при фабрике «Саратовская мануфактура», ныне Красный Текстильщик.

## География
Расположена на юго-западе Саратовского района, и основана на правом берегу реки Волги и при родниках. В Формосово расположена одна улица Лесная. Также к территории населённого пункта относятся территории шести садовых некоммерческих товарищества.
Географическое положение
Расстояние до административного центра села Синенькие — 15 км, до областного центра составляет 36 км.

## Население
| 2010 |
| ---- |
| 11   |

национальный и гендерный состав
В 1861 году проживали 102 мужчины и 93 женщины, в 1987 году проживало 45 человек, на 1 января 2020 года — 10 человек, по национальному составу все русские.

## Инфраструктура
Основа экономики — сельское хозяйство. До революции 1917 года формосовцы выращивали пшеницу и рожь, поменьше — подсолнечник и, в малых количествах, просо.
В 1861 году имелось 18 дворов, в августе 1941 года насчитывалось 49 дворов.

## Транспорт
С административным центром региона деревня связана автодорогой с твёрдым покрытием.